# Chichimeca

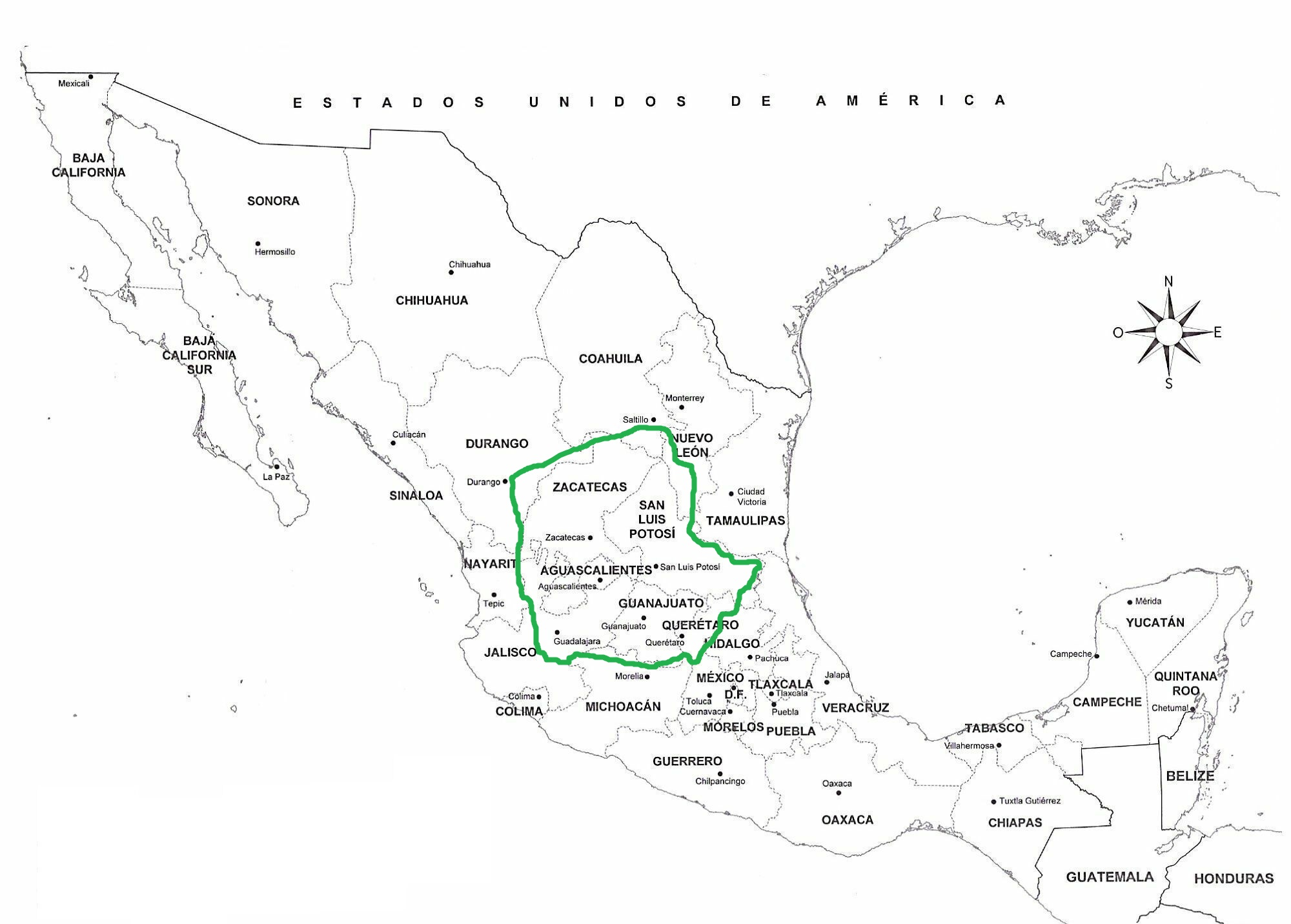
Gran Chichimeca en el siglo XVI

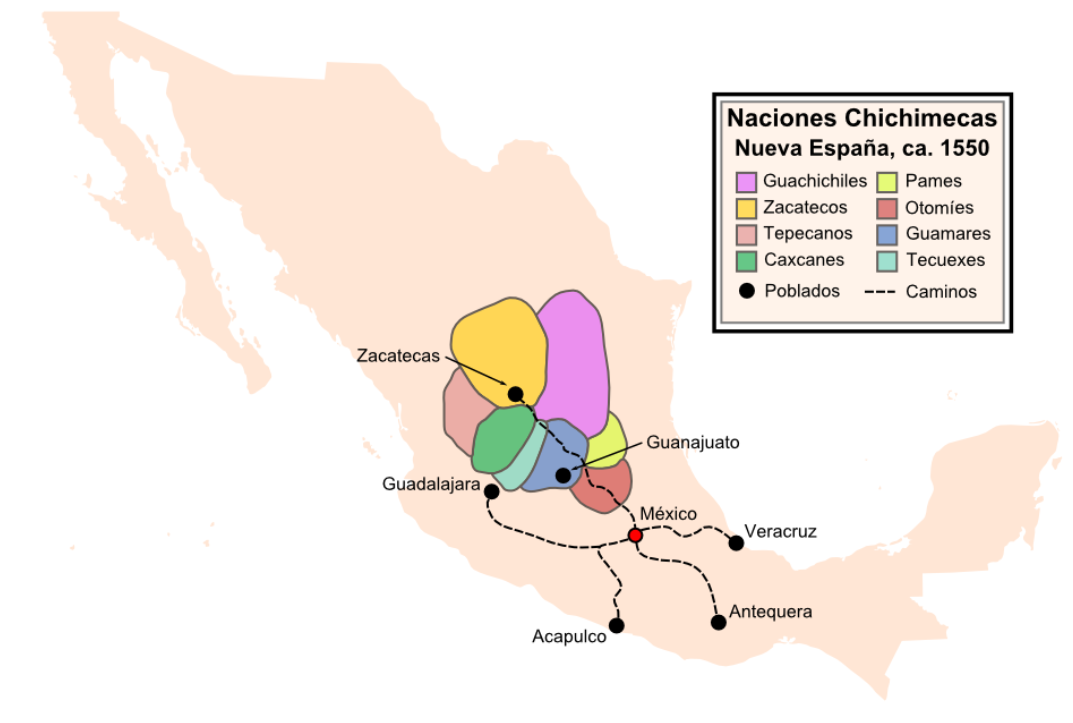
Naciones chichimecas, ca. 1550.

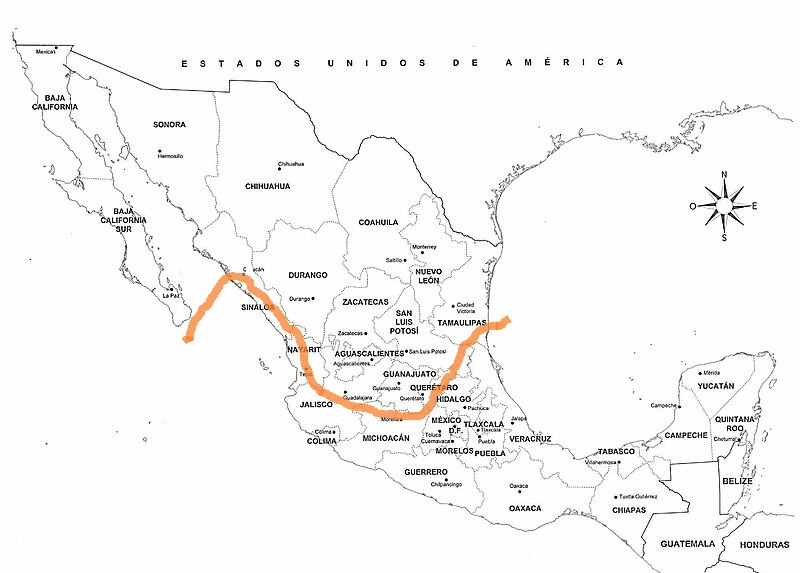
Aridoamérica

Los chichimecas (del náhuatl: chīchīmēkatl ‘habitante de Chichiman’) eran los pobladores originarios del norte y bajío-occidente de México, región conocida como Gran Chichimeca. Estas naciones originarias eran los caxcanes, tecuexes, guamares, zacatecos, guachichiles, pames y jonaces. Los asentamientos estaban en los actuales estados de Jalisco, Aguascalientes, Zacatecas, Guanajuato, San Luis Potosí, Querétaro e Hidalgo. Chichimeca era el nombre genérico que los pueblos mexicas y nahuas del centro y sur de México les habían puesto a estos habitantes del norte y occidente.
Chichimeca tenía un sentido comparable al término griego «bárbaro» para describir las tribus germánicas. El nombre, con su sentido peyorativo, fue adoptado por los españoles. Para los españoles, en palabras de la erudita Charlotte M. Gradie, «los chichimecas eran un pueblo salvaje y nómada que vivía al norte del Valle de México. No tenían viviendas fijas, vivían cazando, vestían con poca ropa y resistían ferozmente a los extranjeros la intrusión en su territorio, que contenía minas de plata que los españoles deseaban explotar».

## Historia
Según una tradición en las fuentes del siglo XVI, se habla de grupos chichimecas que invadieron la ciudad de Tollan Xicohcotitlan en el siglo XIII, a partir de este periodo se considera que comenzaron a moverse hacia el norte y establecerse hasta el valle de México.
Los chichimecas que llegaron al valle de México fueron los que comandó Xólotl, los cuales posteriormente abandonarían su nomadismo para absorberse en la cultura mesoamericana sedentaria. La interacción inicial entre los chichimecas de Xólotl y dos sobrevivientes toltecas, Ecihtin y su mujer Axochiatl, se dio mediante señas, lo que indicaría que estos chichimecas no hablaban náhuatl, y es probable que fueran hablantes de una lengua otomiana. Gradualmente, el pueblo de Xólotl pasó a ser parte del grupo acolhua.
Ya establecidos, los castellanos designaron como «pueblos chichimecas» a todos los habitantes al norte y centro de México y por ende a todo el septentrión arriba de la «frontera mesoamericana». A la hora del contacto español, según Powell, «las cuatro naciones principales de chichimecas eran los pames, guamares, zacatecos y guachichiles», estos dos últimos a diferencia de los tecuexe, caxcanes, tezol, cocas, sauzas y guaxabanes, tenían un grado cultural inferior, porque los demás tenían adoratorios y conocían la agricultura, aunque cabe resaltar que la mayoría de los chichimecas eran cazadores-recolectores y los que conocían la agricultura eran los que vivían cerca de ríos o en áreas donde había fuentes de agua, manantiales, ríos, etc.

## Etimología
El nombre proviene de las palabras chīchītl, que significa ‘senos’ (en la antigüedad significaría ‘leche’) y el sufijo locativo -mān, por lo que en sentido metafórico designa ‘lugar de los que maman’. Por su parte el cronista Fernando de Alva Ixtlilxóchitl en su libro Historia de la nación chichimeca le atribuye el significado de ‘los águilas’ aceptando que proviene de otra lengua, aunque también reconoce que en el siglo XVII afirmaban que sonaba en mexicano como ‘los que maman’.

## Distribución geográfica
Los chichimecas se extendían al norte desde Querétaro hasta Saltillo y de Guanajuato hasta San Luis Potosí; vivían en comunidades sin delimitación fija, por lo que constantemente entraban en conflicto con otros grupos, principalmente a causa de los alimentos.
Generalmente tenían como jefe a un cacique, quien era el guerrero más valiente de la tribu. No tenían dioses relacionados con la fertilidad, como en las culturas mesoamericanas; comúnmente adoraban al sol, la luna y otros astros. 
Su desarrollo en las artes fue relativamente escaso, probablemente debido a su relativo nomadismo, el cual hacía que su nivel cultural fuera realmente pobre si lo comparamos con la de los pueblos de Mesoamérica.
No obstante, ciertos pueblos chichimecas lograron edificar templos-fortaleza, canchas de pelota, desarrollaron la cerámica, la pintura, los petroglifos, etc., todo ello en un medio desfavorable, en una zona árida donde las precipitaciones pluviales son escasas y donde el clima es cambiante según la altitud.

## Naciones chichimecas

### Caxcanes
Eran los más numerosos y merodeaban por El Teúl, Tlaltenango, Juchipila, Teocaltiche, Nochistlán, Aguascalientes y Jalisco dentro de la tribu había un subgrupo llamado «los tezoles». Se cree que descienden de las 7 tribus que salieron de Aztlán hacia la tierra prometida por Huitzilopochtli; esto se conoce por la Crónica miscelánea de la Sancta Provincia de Xalisco, del padre Antonio Tello (1567-1653), quien dice debieron hablar una variedad de náhuatl similar a la de los mexicas; hace referencia a que «los pueblos de caxcanes son gente que casi habla el lenguaje mexica y se precian de descender de los mexicas, pero no hablan el lenguaje mexica tan culto y refinadamente como ellos».
También se piensa que a partir del colapso de la cultura de los Chalchihuites hubo un «desplazamiento hacia el sur de algunos elementos de los grupos que más tarde serían conocidos como caxcanes»; el significado de la palabra caxcan traducido al español es ‘no hay’, y este nombre se les quedó porque «cuando llegaron los españoles a esta provincia les preguntaban por comida u otras cosas, a lo que respondían en su lengua '¿de dónde lo he de tomar?'».
Los caxcanes fueron conquistadores, pues a lo largo de su recorrido conquistaron y fundaron pueblos como Ameca, Tuitlán, Juchipila, El Teul, Nochistlán y Teocaltiche, «un centro de belicosos tecuexes que estaban aliados con sus vecinos los zacatecos y guachichiles para resistir la invasión». Una de sus últimas guerras fue la ocasionada «por la comercialización de la sal (condimento) que involucró a una extensa zona y que se le conoce como la guerra regional de 1513». Después los mismos caxcanes intervendrían en la guerra contra los españoles, conocida como la guerra del Mixtón (diciembre de 1541).
Los caxcanes contaban con «un sistema de vida político social de nivel aldeano, con una aldea mayor a manera de cabecera, la cual tenía varios barrios más pequeños dependientes de ella». A diferencia de otros grupos chichimecas, los caxcanes llegaron a alcanzar el sedentarismo, debido al contacto con otomíes y tarascos.

### Guachichiles

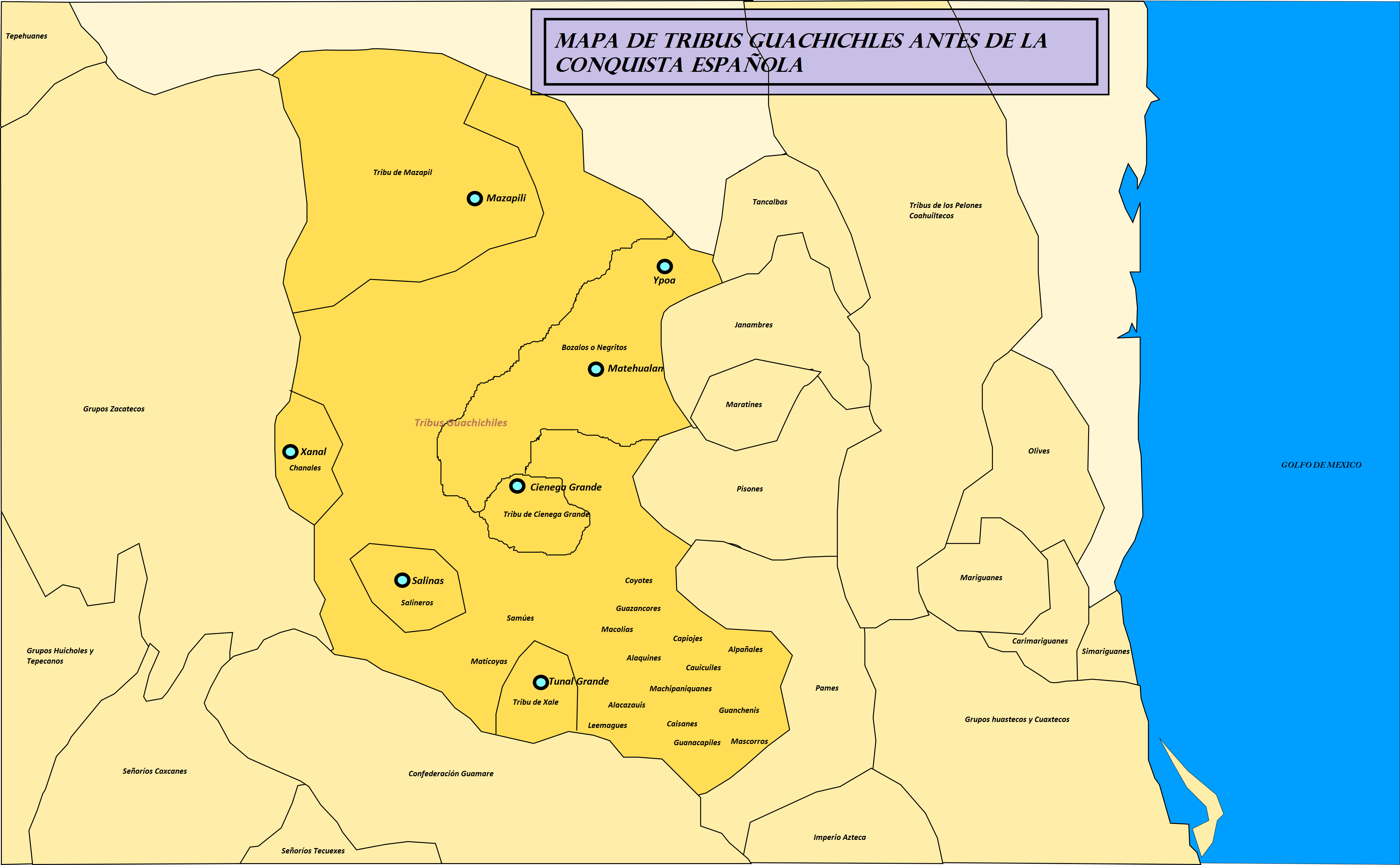
Extensión de los guachichiles

Eran los más belicosos, merodeaban desde Saltillo hasta San Felipe (Torres Mochas). Su centro de operaciones fue el Tunal Grande, el cual, aparte de servirles como refugio, era una importante fuente de alimento. El nombre de guachichil (del náhuatl: kwāchichil) significa 'cabezas [pintadas] de rojo'. Este nombre se les dio porque se pintaban la cabeza y el cuerpo de color rojo con el colorante de yerbas o de la misma tuna y de las minas de colorante encontradas en San Luis Potosí. 
También se adornaban el cabello con plumas de color rojo. Hay informes de canibalismo entre los guachichiles; esto lo dieron a conocer los zacatecos con quienes guerreaban constantemente; «estos afirman que los otros que son guachichiles comen carne humana y cuando los prenden en la guerra se los comen...». Sin embargo, a decir de Santamarina (2014) de la Universidad Complutense de Madrid, en su artículo Salvajes y chichimecas: mitos de alteridad en las fuentes novohispanas, afirmaciones extremas en torno a los chichimecas hay que tomarlas con reserva ya que, resultado de sus análisis de las crónicas desde el enfoque de Roger Bartra, encontró que la mayoría de las crónicas a partir de las cuales se reconstruye la historia durante la conquista, se ven influenciadas por los mitos de alteridad de la tradición europea, creando un mundo mítico para describir al salvaje. Dentro de la misma tribu guachichil había subgrupos, unos eran llamados «los de Mazapil», los de «las Salinas» y los que eran simplemente llamados «chichimecas». 

### Guamares

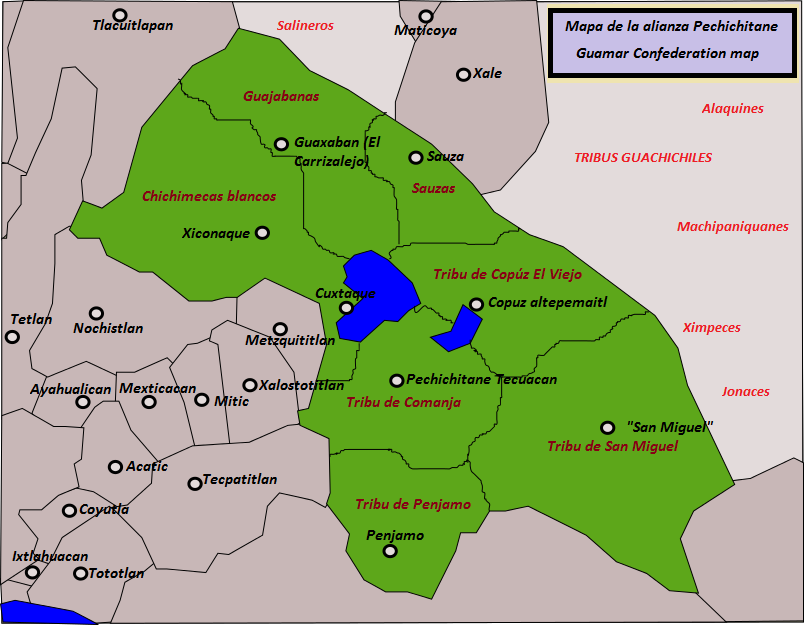
Área de los guamares

Se concentraban en la región de Guanajuato y hacían incursiones hasta Aguascalientes y Lagos. «Eran los más valientes, más aguerridos, más traidores y más destructores, así como los más astutos». Tenían subgrupos, unos eran los de la «Comanja de Jaso», los llamados «chichimecas blancos» (por la blancura de su piel o por la blancura alcalina de las tierras donde habitaban), y los «copuces».

### Pames y jonaces
«Eran los menos belicosos de todas la naciones chichimecas», esto se entiende porque se encontraban cerca de la Ciudad de México y Querétaro; estaban influenciados por los otomíes en cuestiones religiosas y sociales. Algunas de las características de los pames son: «culto de ídolos; ofrendas de papel; ceremonias de plantación y cosecha, en que un jefe religioso rociaba las milpas con sangre de sus piernas (pantorrilla); templos (cues) en los cerros...». Gonzalo de las Casas dice que la palabra pame significa ‘no’ en su idioma, y se les dio dicho nombre porque lo decían muy frecuentemente. Los pames hablarían presuntamente una lengua otomangueana del grupo oto-pame.

### Tecuexes
Se encontraban al Este de la actual ciudad de Guadalajara, se cree que se separaron de los grupos que avanzaron hacia el territorio de Zacatecas, es muy probable que esta separación se diese en la zona de La Quemada; esto se supone porque en la zona que habitaron los caxcanes se han encontrado vestigios de construcciones como en el Cerro de Támara, así como en las zonas del Bolón, de Teocaltitán, de Corona, del Cerrito y en algunos otros lugares que están al Suroeste de Aguascalientes. 
Al igual que el grupo Caxcán, se tiene que los Tecuexes comenzaron a asentarse en los lugares que les proporcionaron alimentos, agua y animales de caza, con lo cual desarrollaron la agricultura, de los Texuexes la parte de ellos que se asentaron  en la parte Sur de los estados de Aguascalientes y Jalisco; sus pueblos surgieron a orillas de los ríos, debido a que con sus aguas regaban sus cultivos de frijol, calabaza, maíz, semilla de chía etc. Además, eran artesanos, carpinteros, canteros y petateros, pues Motolinía escribió: 

en cualquier lugar... todos saben labrar una piedra, hacer una casa simple, torcer un cordel en una soga, y los otros oficios que no demanda sotiles instrumentos o mucho arte.

### Zacatecos

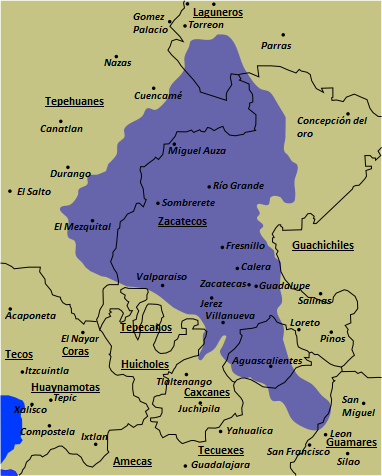
Extensión de los zacatecos

Se extendían desde Zacatecas hasta Durango, «eran guerreros valientes y denodados, y célebres tiradores». Se distinguían de las demás naciones porque llevaban «medias calzas y vendas en la frente». Los primeros conquistadores de Zacatecas hacen referencia a que andaban desnudos, pero «con medias calzas de perro», de la rodilla al tobillo para defenderse de la aspereza de la vegetación.
Cabe hacer mención que una de las características de los chichimecas fue la desnudez, aunque algunos se cubrían con pieles. También se clasifica a los zacatecos como «los mayores flecheros del mundo», eran excelentes tiradores, «si apuntan al ojo y dan en la ceja, lo tienen por mal tiro». Los cronistas españoles decían –aunque exageradamente–: «en una ocasión vi tirar a lo alto una naranja, y le tiraron tantas flechas, que habiéndola tenido en el aire mucho tiempo, cayó al cabo hecha minutísimos pedazos». Algunos los consideran más civilizados que los guachichiles. Aunque no se sabe de cierto, se cree que su lenguaje perteneció a la familia lingüística uto-azteca.

### Cocas
Habitaban en la antigüedad los alrededores del lago de Chapala, son citados por Powell como un pueblo menor ya que no representaron problema para los españoles. Fundaron Chapala, Mezcala, Cocula, entre otros pueblos. Actualmente sobreviven únicamente en Mezcala. Eran grandes pintores.

## Organización social
Los grupos chichimecas, zacatecos y guachichiles no tenían un modo de vida agrícola y eran principalmente nómadas o seminómadas. Los que tenían asentamientos agrícolas e implantaron técnicas para desarrollarla fueron los tecuexes, caxcanes, pames y guamares. No se sabe con precisión cuando introdujeron la agricultura, aunque esta pudo deberse a los cambios acaecidos por la influencia de sus vecinos los otomíes y tarascos.
Para cultivar hacían primero corte de árboles, roza o quema de arbustos y árboles pequeños, procediento así a la siembra y luego al desyerbado de cultivos al eliminar plantas silvestres nocivas para sus cultivos. Utilizaban utensilios como las hachas de garganta y las coas, tanto de metal como de pedernal, para cultivar chile, frijol y maíz. Antes que introdujeran la agricultura subsistían de frutas silvestres y vegetales, comían tunas (de la cual hacían una especie de licor), semillas, raíces, el dátil y del mezquite «hacen de aquella fruta ciertos panes que guardan para entre año».
La caza también constituyó parte de su base alimenticia, pues comían conejos, ranas, peces, etc. El comercio se realizaba por medio de trueque, en el que se daba el intercambio de excedentes agrícolas, utensilios domésticos, caza, artesanías y alfarería. «Las operaciones las hacían en días de plaza en un lugar llamado tianquistli o plaza pública». El fraile Bernardino de Sahagún en Historia general de las cosas de la Nueva España menciona que los grupos del sur (caxcanes y tecuexes) hacían trueque con los otomíes, con quienes intercambiaban armas por excedentes agrícolas.

### Milicia

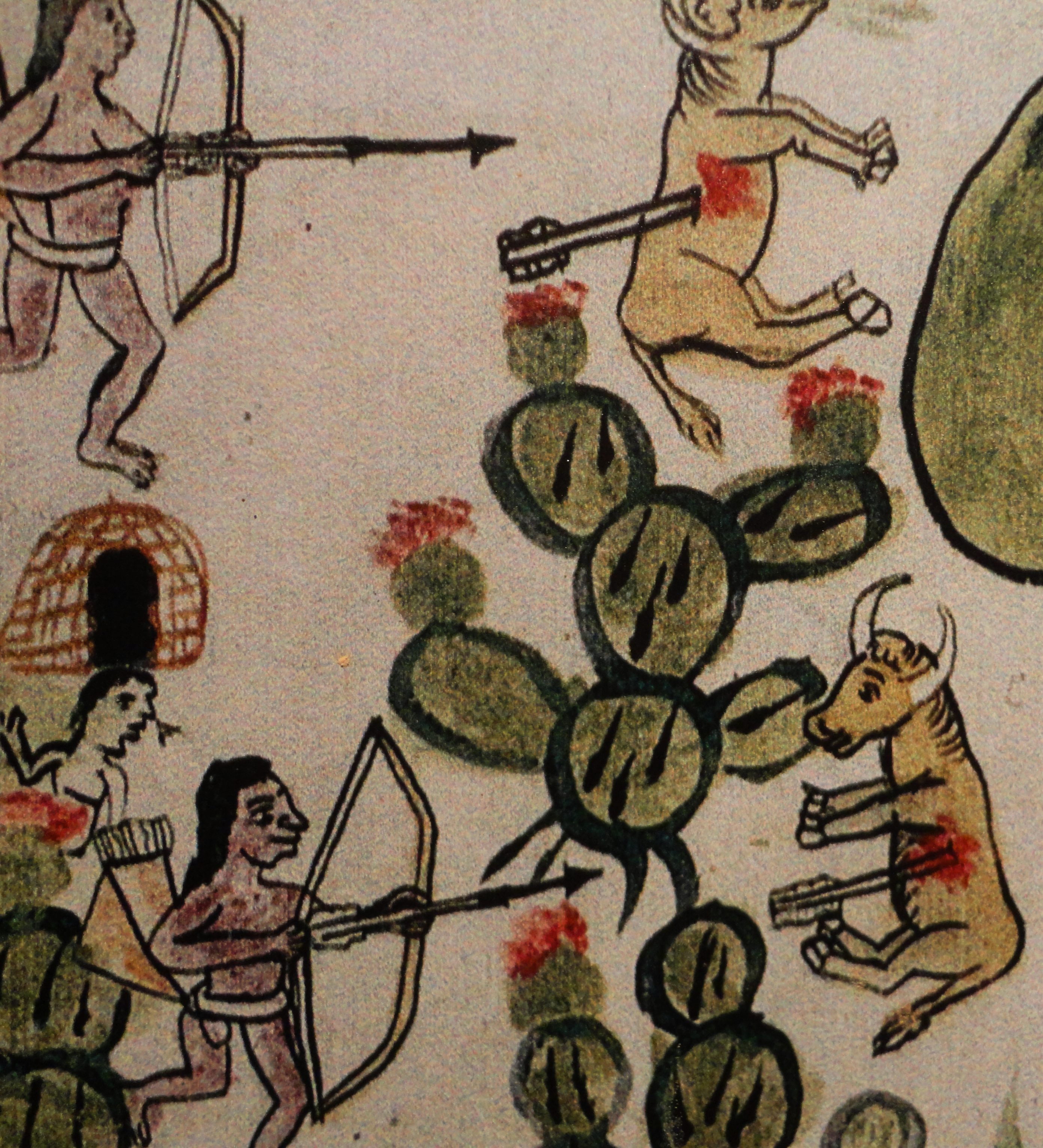
Guachichiles atacando al ganado de los españoles. Detalle de mapa del.

Los chichimecas se preparaban para la guerra con oraciones y danzas y bailes; en la danza de guerra (el mitote), trababan los brazos con los de sus compañeros, y todos giraban vigorosamente en un círculo alrededor de una hoguera; es probable que a la hora del mitote incluyeran música con un tambor o con el golpeo del arco y la flecha. Por lo general el mitote se hacía de noche, y consumían peyote (péyotl) u hongos malos (nanácatl). Sobre las danzas y alucinógenos Sahagún nos dice: «y se juntaban en un llano después de haberlo bebido y comido, donde bailaban y cantaban de noche y de día, a su placer, y esto el primer día, porque el día siguiente lloraban todos mucho, y decían que se limpiaban y lavaban los ojos y caras con sus lágrimas».
El arma principal del chichimeca fue el arco y la flecha, en cuyo manejo tenían gran habilidad. «El arco chichimeca era de unos dos tercios de largo de un cuerpo mediano y llegaba, aproximadamente, de la cabeza a la rodilla [...] la flecha, de unos dos tercios de largo del arco era sumamente fina». La punta de la flecha por lo general era de obsidiana o eran tostadas en la punta agudizada. Para protegerse del golpe de la cuerda del arco, el guerrero llevaba un brazalete de piel. También tenían otras armas: hachas, cuchillos de pedernal, jabalinas y macanas, «que son unos palos con sus porras en la punta y cuchillas de pedernal». Respecto a la manera de combatir, fray Juan de Torquemada nos dice: «pelean desnudos, untados con matrices de diferentes colores, y con arcos y flechas con puntas de pedernales, armas que por ser de caña parecen débiles, pero es increíble el estrago que, puestas en sus manos, hacen en los hombres armados y en sus caballos, aunque vengan cubiertos».[cita requerida]

### Política
La política de este gobierno de los chichimecas fue el cacicazgo, dirigido por el tlatoani, quien tenía el cargo de jefe civil máximo y supremo sacerdote; dictaba leyes muy sencillas. «En el caligüe (callihuey, casa grande) era donde habitaba la autoridad máxima».
Por otra parte, Powell menciona que entre los chichimecas había caudillos quienes dirigían a un gran número de hombres y que la sucesión de éstos se realizaba mediante el asesinato, el desafío o la elección. Sin embargo, Torquemada dice que «no tienen reyes ni señores, mas, entre sí mismos eligen jefes grandes salteadores con quien andan en manadas movedizas, partidas en cuadrillas; no tienen ley ni religión concertada».

## Sociología
Su vestimenta era muy sencilla, pero generalmente andaban desnudos (principalmente cuando entraban en guerra); a veces los hombres cubrían sus genitales con ramas, las mujeres con pieles –ardilla, venado, coyote– de la cintura a la rodilla; utilizaban huaraches con suela de cuero. «Los caciques tenían sobre la espalda una manta de pellejo de gato montés u otros animales, también traían adornos de plumaje. Su mujer traía naguas y camisa de los mismos pellejos, también las demás mujeres traían faldellín y huipil de pellejos».
En cuanto a su aspecto físico, hombres y mujeres usaban cabello largo hasta la cintura, algunos acostumbraban a pintarse el cabello de color rojo, así como otras partes del cuerpo, siempre que hacían esto era cuando entraban en guerra; se pintaban víboras, sapos, coyotes y otros animales que los protegían durante el combate; también usaban adornos como collares, aretes u orejeras de hueso. Por fuentes de cronistas se sabe que eran fuertes, robustos y lampiños, «que apenas tienen pelos en la barba y en todo el cuerpo», otros cronistas los describen como «de mediana estatura, morenos a manera de gitanos y muy lampiños»; algunos «eran muy ligeros, parecía que volaban por su gran ligereza».

### Lengua
Debido a que el término chichimeca se refiere a un conjunto de pueblos, que si bien tenían rasgos culturales similares, no mantenían una unidad étnica ni lingüística propiamente. Presumiblemente los chichimecas hablan lenguas utoaztecas (probablemente: Caxcanes, Tecuexes, Zacatecos y Guachichiles) y otomangueanas (con seguridad: Pames) principalmente, aunque es difícil debido a la escasez de testimonios lingüísticos de los diferentes grupos. Entre los grupos con lenguas no clasificadas estarían los Guamares. Además, dentro de cada grupo habría existido diversidad de dialectos.
La fragmentación lingüística ocasionó serios problemas a los frailes en su «conquista espiritual», porque había una gran cantidad de lenguas que a veces los frailes se les oía decir: «¡a quien no admirará ver que en estas provincias hay en cada pueblo o poco menos un lenguaje diferente, tanto que los vecinos no lo entienden! Y cierto que hay por aquí pueblos de quince vecinos que hablan en ellos dos o tres diferentes lenguas».[cita requerida]

### Educación y distribución de tareas
Las prácticas matrimoniales eran de dos tipos: la poligamia caracterizaba a los chichimecas del norte, y la monogamia a los del sur; en ocasiones había matrimonios intertribales para hacer la paz entre dos pueblos. En los grupos del sur, el que cometía adulterio lo flechaban junto con la mujer. En la vida matrimonial, cuando la mujer estaba preñada el marido le daba calores con fuego por las espaldas, le echaba agua y, después que había parido, dábale el marido dos o tres coces en las espaldas para que acabase luego de salir la sangre [retoño, hijo], hecho esto tomaban a la criatura y metían en un huacalejo.
Se acostumbraba que el hombre se dedicara a la caza, guerra, agricultura y artesanías; la mujer se ocupaba de la recolección de frutos y semillas, así como del acarreo del agua en nopales huecos y guajes.
Los niños tenían como diversión entrenarse en el uso del arco y la flecha; sobre sus diversiones, fray Bartolomé de las Casas nos dice: «tenían un juego de pelota que acá [en México] llaman “batey”, que es una pelota, tamaño como las de viento, sino que es pesada y echa de una resina de árbol muy correosa, que parece nervio, y salta mucho y juegan con las caderas y arrastrando las nalgas por el suelo, hasta que venció el uno al otro. También tiene otro juego de frijoles y canillas, que todos son sabidos entre los indios de estas partes...». Se han encontrado canchas similares a la de La Quemada, una en San Luis Potosí –Río Verde–, y la otra en el norte de Guanajuato. «En la región caxcan entre el estado de Jalisco –de acuerdo con Beals– hay terrenos para el juego en Teocaltiche, Teuchitlán (abiertas con altares terminales) y Teocaltitlán [...] la cancha más grandiosa es de 90 m de largo y se sitúa al principio de una plataforma en Rancho Nuevo, Jalisco».

### Cultura
Estos grupos del desierto no desarrollaron construcciones magníficas como los pueblos mesoamericanos. Comúnmente vivían en cuevas naturales o artificiales, a veces hacían sus chozas de zacate o de hojas de palma, algunas otras «eran pequeñas y de un solo piso, con muros de tepetate, o de adobe con zoquete y techos de terrado; también usaron otros materiales como basalto, fibras de maguey y tepetatl».
Los chichimecas tampoco desarrollaron ningún tipo de escultura debido a su nomadismo. Las pocas pinturas –petroglifos y pictogramas– que hay, se encuentran en cuevas, barrancos, riscos, peñas, etc. Los signos pueden bien representar a sus dioses, animales o escenas de la vida cotidiana, pero muchas de ellas son abstractas e incomprensibles. Algunas de las pinturas se encuentran al «oriente de Aguascalientes hasta Rinos, Ciénega de Mata y Loreto», muchas de estas pinturas fueron tapadas o borradas por los evangelistas, quienes taparon las pinturas con cal y en ellas pusieron símbolos cristianos, «tal como sucedió en las cuevas de Villa García, Zacatecas».

### Religión
La religión de esta sociedad fue practicada en centros cívico-religiosos por medio de sacerdotes, brujos o hechiceros «que llaman madai cojoo, que quiere decir ‘hechicero grande’»; por lo general estos centros ceremoniales o adoratorios (cues) se encontraban en las laderas de las montañas o en lugares altos. Los Caxcanes y tecuexes usaban los templos como fortalezas en tiempo de guerra, y aún quedan algunas ruinas en el cerro de la Corona, en el Bolón, en Teocaltitán, en Támara y en algunos otros lugares... El centro ceremonial más importante de los tecuexes y caxcanes fue Teocaltitán, «distante 12 km al oriente de Jalostotitlán: Teocaltitán: lugar donde abundan los templos o teocallis».
Según Powell, rendían culto a cuerpos celestiales como el sol y la luna, también tenían cierta adoración por algunos animales.  Sin embargo, los cronistas opinaban así de sus dioses: «creen como descreen y no adoran ni aun [han] adorado a Dios conocido, sino hoy una piedra que hallan o hacen, y mañana otra diferente figura y ordinariamente de animales, sin permanecer en ninguna».
Acostumbraban a quemar a sus muertos y guardar sus cenizas. También realizaban entierros, que por lo regular eran en los montes donde se ponían ofrendas con alimentos y figurillas.
Las danzas que realizaban alrededor de sus enemigos tenían un concepto religioso. Asociada con la religión estaba la cosecha, porque «después de bailar muchas danzas, se sienta [el jefe de la tribu] en un banquillo y con una espina se pica en una pantorrilla, y con aquella sangre que sale rocía la milpa, a modo de bendición». En sus ritos religiosos utilizaban mucho la bebida (alcohol de tuna o maguey) y alucinógenos (peyote).
Como se pudo apreciar, algunos grupos chichimecas no eran tan incivilizados como normalmente se supone, pues si bien es cierto que su condición cultural fue baja, tampoco carecían de una cultura, lo que los hace aún más destacables, pues a pesar de tener condiciones adversas lograron sobrevivir, incluso ellos fueron quienes pusieron mayor resistencia a la conquista tanto espiritual como material.

### Arte
La cerámica que desarrollaron fue poca; lo que se conoce es por las excavaciones de tumbas, donde se han encontrado figurillas –a modo de ofrendas– cuando mucho de 30 y hasta de 50 cm de largo, las hay pertenecientes a mujeres que muestran marcas en el cuerpo –escarificación o pintura–, y ojos rasgados. Estas figurillas fueron localizadas en San Luis Potosí (zona guachichil); también se encontraron vasijas de barro cocido que tienen como decoración curvas muy simples que tal vez pudieron estar pintadas de color rojo o de cualquier tipo de color que parezca rojo.
Las artesanías que produjeron fueron escasas, pues se redujeron a simples carpinteros, tejedores y lapidarios, «porque conocían y labraban los pedernales y navajas para las puntas de las flechas».